# Молба (филм)
„Молба“ (на грузински: ვედრება) е съветски филм от 1968 година, драма на режисьора Тенгиз Абуладзе по негов сценарий в съавторство с Резо Квеселава, базиран на поемите „Алуда Кетелаури“ и „Гост и домакин“ от Важа-Пшавела.
Сюжетът е развит около две самостоятелни истории. В първата героят убива свой отдавнашен враг, но от уважение към него не спазва обичая да отсече ръката му, за което е отхвърлен от съселяните си. Във втората героят среща в гората свой враг и го приема в дома си, но съселяните му убиват госта, нарушавайки традициите на гостоприемството. Главните роли се изпълняват от Спартак Багашвили, Рамаз Чхиквадзе, Русудан Кикнадзе, Тенгиз Арчвадзе, Отар Мегвинетухуцеси.
„Молба“ е първият филм от трилогията на Абуладзе, включваща още „Дървото на желанията“ (1977) и „Покаяние“ (1984).